# Forma chiusa e forma aperta nel dramma
Una proposta molto fortunata per classificare le opere drammatiche è quella avanzata negli anni sessanta dal critico letterario Volker Klotz nel volume Forma chiusa e forma aperta del dramma (Geschlossene und offene Form im Drama 1960).
I termini forma aperta e forma chiusa descrivono secondo Klotz due opposti tipi di testi drammatici. Spesso, tuttavia, non è possibile tracciare dei confini netti, a volte nel percorso artistico di un drammaturgo sono riscontrabili entrambe le tendenze, come ad esempio in Goethe

## Terminologia
Klotz si riallaccia alla coppia oppositiva principio organizzativo strutturato e principio organizzativo non strutturato (tektonisches - atektonisches Aufbauprinzip) del critico letterario viennese Oskar Walzel (1864-1944). Walzel da parte sua si orientava alla terza coppia concettuale forma chiusa – forma aperta dello storico dell'arte svizzero Heinrich Wölfflin.     
Con riferimento alla Poetica di Aristotele valgono per il dramma i criteri di azione, tempo, luogo, personaggi e linguaggio. Questi criteri permettono di distinguere il dramma aperto, risp. non strutturato, da quello chiuso, risp. strutturato.  

### Dramma chiuso
Come esempio di dramma chiuso Klotz adduce il Torquato Tasso di Goethe. In esso vengono rispettate  le tre unità aristoteliche: l'unità di azione, tempo e luogo. Vigono la clausola del livello sociale (Ständeklausel) e i genera dicendi (i generi del discorso teorizzati dalla retorica).
L'azione, condotta in modo stringente, segue uno sviluppo continuo: le singole scene sono legate tra di loro da rapporti di causalità. Le azioni sono stilizzate e si attengono ai criteri della convenienza. 
La costruzione del testo è rigorosamente simmetrica. Ciò si manifesta non solo nella simmetria degli atti, ma anche in quella dei singoli dialoghi. Questi consistono sempre in duelli verbali fatti di battute di un solo verso: ogni protagonista ha lo stesso numero di repliche. I personaggi sono scarsamente condizionati da luogo e tempo. Anche il linguaggio è conforme  alla clausola del livello sociale. I personaggi adoperano un registro linguistico sostenuto ed elevato che può giungere fino al pathos. La figura retorica più importante accanto alla sticomitia (vedi tragedia greca) è l'antitesi. Si usano metafore araldiche e molte altre immagini metaforiche. Il testo è scritto in versi bianchi (quinario giambico sciolto: vedi giambo). Prevale lo stile ipotattico, ma la proposizione principale è sempre ben distinguibile da quella subordinata.

### Dramma aperto
Klotz indica come tipico esempio di dramma aperto il Woyzeck di Georg Büchner. A differenza di quanto succede nel dramma chiuso, il filo conduttore dell'azione non è riconoscibile in modo univoco. Il tema principale viene però ripreso in ogni scena (Marie subisce il contesto militare / Woyzeck subisce l'influsso esercitato dal mondo). Diverse azioni si svolgono contemporaneamente. Non esiste un'esposizione, vale a dire che non vengono riportati gli antefatti della vicenda e manca una vera e propria scena iniziale. La successione delle azioni è sfilacciata e si lascia ricostruire solo tramite la coesione dei filoni complementari (filone collettivo, filone privato). 
Gli episodi si susseguono in modo abbastanza autonomo e si possono collegare soltanto dopo un'analisi approfondita. Nelle scene ci sono poche prolessi e poche analessi. Ogni scena rappresenta l'intera problematica del dramma, in modo da sembrare autonoma e permutabile. In realtà le scene sono collegate da continue ripetizioni: una figura centrale, un io centrale (Woyzeck manca solo in quattro scene), luoghi ricorrenti (caserma, locanda, all'aperto...), motivi che affiorano in quasi tutte le scene (per esempio rosso-coltello-sangue-morte), e formule verbali ricorrenti (Immer zu!: “Ancora, ancora!”). L'arco temporale del dramma aperto è sovente molto esteso. Spesso si registrano dei salti temporali fra le scene. Si riscontra una molteplicità di luoghi e il comportamento dei personaggi è strettamente correlato allo spazio in cui essi agiscono. 
Un'ulteriore caratteristica del dramma aperto è il gran numero di personaggi. Ciascuno ha la funzione di rappresentare il proprio ceto sociale. Contrariamente al dramma chiuso, non viene rispettata la delimitazione fra i ceti sociali, così che può aver luogo una discussione fra un nobile e un esponente di un ceto basso.
Nel dramma aperto anche la lingua differisce dalla norma. I livelli stilistici e i registri espressivi vengono mischiati.  La lingua si orienta piuttosto al linguaggio quotidiano (socioletti, gerghi, espressioni spontanee, dialoghi fra sordi).
Diversamente dal dramma chiuso, dove la coscienza domina la lingua, nel dramma aperto la lingua domina la coscienza.

## Contesto storico
Il dramma del periodo classico francese presenta una „forma chiusa”. È composto da cinque atti, ognuno con funzioni prestabilite, e dalle tre unità di azione,  tempo e luogo (come lo esigevano i teorici francesi, ad esempio Nicolas Boileau). Soprattutto la clausola dei livelli sociali  conteneva un alto esplosivo sociale. Questa norma del periodo classico francese, spesso erroneamente riferita all'antichità e attribuita ad Aristotele, era ancora determinante nel Settecento per la pratica teatrale alle corti (si vedano le riforme teatrali di Gottsched) ed era ancora decisiva nell'Ottocento per la riflessione teorica sul teatro (Gustav Freytag, Oscar Walzel). Nell'area di lingua tedesca si aveva sempre un certo complesso d'inferiorità nei confronti di questa norma e si credeva che bisognasse adattarvisi oppure ribellarvisi, pur senza speranza di successo. Si delineò così un'opposizione tra forme “aperte” e forme “chiuse” che rispecchia questo conflitto.
Nel dramma della forma aperta queste regole sono abbandonate: il numero degli atti è libero, l'azione può risolversi in una semplice sequenza di scene e il luogo dell'azione può muoversi liberamente nello spazio e nel tempo. I drammi spagnoli e inglesi prima del periodo classico francese (Calderòn, Shakespeare) hanno forme aperte e perciò vennero spesso scarsamente stimati a partire dal tardo Seicento. La riscoperta di Shakespeare all'inizio dell'Ottocento rese di nuovo praticabili le forme aperte, fatto strettamente collegato ai cambiamenti sociali della rivoluzione francese (vedi il romanticismo di Ludwig Tieck o il movimento dello “Sturm und Drang”). 
È stato spesso sostenuto che l'autore paga le maggiori libertà della forma drammaturgica aperta con una perdita di concentrazione. Mentre, nel caso ideale, nei drammi della forma chiusa ogni dettaglio è funzionale al conflitto tragico, nella forma aperta questo conflitto si disperde tendenzialmente nel disordine tra conflitti principali e secondari.
Nella letteratura moderna la forma aperta sembra convenire maggiormente agli autori teatrali, perché rende in modo adeguato i caotici rapporti della società moderna (postaristocratica), mentre il dramma classico descrive un conflitto tra due modelli di comportamento ancora precisamente rappresentabili.